# El Aguacate, Pátzcuaro
El Aguacate är en ort i Mexiko.   Den ligger i kommunen Pátzcuaro och delstaten Michoacán de Ocampo, i den södra delen av landet, 250 km väster om huvudstaden Mexico City. El Aguacate ligger 2 162 meter över havet och antalet invånare är 119.
Terrängen runt El Aguacate är huvudsakligen kuperad, men åt nordväst är den platt. Runt El Aguacate är det ganska tätbefolkat, med 179 invånare per kvadratkilometer. Närmaste större samhälle är Pátzcuaro, 11,0 km väster om El Aguacate. I omgivningarna runt El Aguacate växer huvudsakligen savannskog.